# Paul de Graaf (socioloog)
Paul M. de Graaf (Breda, 1957) is een Nederlandse socioloog en hoogleraar.
De Graaf studeerde cum laude af in de sociologie aan de Universiteit Utrecht. Vervolgens promoveerde in 1987 op een studie naar de invloed van sociaal-culturele achtergrond op een loopbaan in het onderwijs. 
Na zijn promotie werkte hij als onderzoeker bij de Universiteit Utrecht, het Max Planck Instituut für Bildungsforschung in Berlijn en als universitair (hoofd)docent aan de Universiteit van Tilburg (1990-1994). 
Van 1994 tot 2006 doceerde hij aan de Radboud Universiteit Nijmegen. 
Op 1 januari 2007 werd hij benoemd tot hoogleraar Cross-nationale en longitudinale analyses van sociaal-culturele processen aan de Universiteit van Tilburg.